# Brad Davis (fodboldspiller)
Bradley Joseph "Brad" Davis (født 8. november 1981 i Saint Charles, Missouri, USA) er en amerikansk tidligere fodboldspiller (venstre kant).
Davis spillede i sine college-år for St. Louis University. I 2002 blev han draftet til Major League Soccer af MetroStars, som det tredje valg samlet i draften. Han har også spillet for Dallas Burn og San Jose Earthquakes, inden han i 2006 kom til Houston Dynamo.

## Landshold
Davis nåede at spille 17 kampe for USAs landshold, som han debuterede for 7. januar 2005 i et CONCACAF Gold Cup-opgør mod Cuba. Han var en del af den amerikanske trup til VM i 2014 i Brasilien.